# Connie Chaparro
Constanza Chaparro Dulanto (Lima, 29 de abril de 1983), más conocida por su nombre artístico, Connie Chaparro, es una actriz, actriz de voz y locutora radial peruana. Es más conocida por su rol principal de Jimena Sánchez en la serie de televisión Así es la vida, emitida entre 2004 y 2008.

## Biografía
Es hija de Eduardo Chaparro, promotor del rock peruano y fundador del bar musical Sargento Pimienta, y María Teresa Dulanto Guinea.
Connie empieza su carrera apareciendo en anuncios publicitarios y posteriormente participa en obras de teatro de Gloria María Solari.
Alcanza más popularidad al interpretar a Jimena en la serie Así es la vida, desde 2004 hasta 2008.
Chaparro presta su voz para la película animada Los ilusionautas, estrenada en enero de 2012.
Regresa al teatro con la obra infantil Saltimbanquis en la ciudad.
En los siguientes años, fue locutora radial del programa Buenos días, corazón, de la emisora Radio Corazón. En 2024, anunció su retiro del medio.

## Vida personal
Chaparro contrae matrimonio en 2010 con el también actor Sergio Galliani.
Su hijo Nicola nace en mayo de 2011.

## Imagen pública
Chaparro es elegida imagen de Sedal Rizos Obedientes en 2012. 
Gracias a ello participa en distintas actividades y anuncios publicitarios de la campaña publicitaria.

## Filmografía

### Televisión

#### Series y telenovelas
| Año       | Título                               | Personaje                            | Notas                     | Ref.   |
| --------- | ------------------------------------ | ------------------------------------ | ------------------------- | ------ |
| 2003      | Mil oficios                          | Mariana Roca Palacios #2             | Rol protagónico           |        |
| 2004-2008 | Así es la vida                       | Jimena Sánchez Graña/de Arévalo      | Rol protagónico           |        |
| 2009      | Las locas aventuras de Jerry y Marce | Jimena Sánchez Graña de Arévalo      | Rol de invitada especial  |        |
| 2009      | Rita y yo y mi otra yo               |                                      | Rol recurrente            |        |
| 2009      | Clave uno: Médicos en alerta         | Dra. Teresa «Tessie» Cúneo Sarmiento | Rol protagónico           |        |
| 2009      | Clave uno: Médicos en alerta 2       | Dra. Teresa «Tessie» Cúneo Sarmiento | Rol protagónico           |        |
| 2010      | Clave uno: Médicos en alerta 3       | Dra. Teresa «Tessie» Cúneo Sarmiento | Rol protagónico           | [ 13 ] |
| 2010      | Los exitosos Gomes                   | Marina                               | Rol secundario            |        |
| 2011      | Yo no me llamo Natacha               | Thalía                               | Rol secundario            |        |
| 2011-2012 | La bodeguita                         | Clara «Clarita»                      | Rol principal             |        |
| 2013-2015 | Conversando con la Luna              | Varios roles                         | Roles principales         |        |
| 2013      | Los amores de Polo                   | Gloria                               | Rol secundario            |        |
| 2014      | Hotel Otelo                          |                                      | Rol principal             |        |
| 2015      | Acusados                             | Mariana                              | Rol principal             |        |
| 2016      | Al fondo hay sitio                   | Dra. Fabiola del Valle               | Rol secundario            |        |
| 2016-2017 | VBQ: Todo por la fama                | Luna Díaz Valera/Vda. de Del Campo   | Rol principal             |        |
| 2018-2019 | El último bastión                    | Rosa Campusano Cornejo               | Rol recurrente            |        |
| 2018      | Historias de red                     | Claudia                              | Rol principal             |        |
| 2024-2025 | Nina de azúcar                       | Patricia Alvarado Vela               | Rol antagónico secundario |        |
| 2025      | La rosa de Guadalupe Perú            | Sandra                               | Episodio: «Cámara web»    |        |

#### Programas
| Año  | Título                                               | Rol        | Notas                                     | Ref. |
| ---- | ---------------------------------------------------- | ---------- | ----------------------------------------- | ---- |
| 2010 | El gran show                                         | Ella misma | Invitada especial (secuencia: El desafío) |      |
| 2011 | Teletón 2011: Unámonos para cambiar pena por alegría | Ella misma | Telefonista (edición especial)            |      |
| 2016 | Los reyes del playback                               | Ella misma | Concursante invitada                      |      |

### Cine
- Mañana te cuento (2005), como Lorena
- Los ilusionautas (2012), como Nicole (rol de voz)
- No es lo que parece (2018), como Patricia «Patty»
- Sahara Hellen. El regreso del vampiro (2019), como Hellen

### Anuncios publicitarios
- América Televisión (2006)
- Sedal Rizos Obedientes (2012)

## Radio
- Buenos días, corazón (2014-presente), como locutora (radio: Radio Corazón)

## Teatro
- Capitanes de lata (1994)
- El retrato de Dorian Gray (2008), como Sibyl Vane
- Saltimbanquis en la ciudad (2012), como la gallina
- Tres historias del mar (2013)
- Pareja moderna (2017), como Antonia
- Soy intensa y qué (2019-presente), como Connie/Olimpia
- Desnudos (2025), como Ana